# ستاره‌های پاپ: هرگز متوقف نمی‌شوند
ستاره‌های پاپ: هرگز متوقف نمی‌شوند (انگلیسی: Popstar: Never Stop Never Stopping) فیلمی در ژانر کمدی است که در سال ۲۰۱۶ منتشر شد. از بازیگران آن می‌توان به سارا سیلورمن و تیم مدوز اشاره کرد.

## بازيگران
- اندي سمبرگ
- اكيوا شفر
- جورما تاکونی
- مايا رودولف